# Difuziune facilitată

Reprezentare a difuziunii facilitate; apar canale ionice și proteine cărăuși

Difuziunea facilitată (mai rar numită și difuzie facilitată) este un proces spontan de transport pasiv al moleculelor sau ionilor, astfel că se realizează trecerea prin membrana celulară cu ajutorul unor proteine integrate transmembranare (numite și „cărăuși”).